# 李秉衷
李秉衷（1437年—？），字德夫，直隸徐州豐縣人，應天府江寧縣官籍。明朝政治人物。進士出身。

## 生平
應天府鄉試第三十三名。成化五年（1469年）參加乙丑科會試第一百三十名，殿試登進士第二甲第五名。

## 家族
曾祖李愷，曾任縣主簿、祖父李文通、贈南京欽天監副。父亲李宗善，曾任南京欽天監副。